# Valbergtårnet
Valbergtårnet er et tidligere brandtårn på Valberget i Stavanger. Tårnet blev bygget i årene 1850–1853 som udkigstårn for byens vægtere, og er 26,66 meter højt. Byggeomkostningerne var oprindelig sat til 3.200 speciedaler, men endte på 9.000, noget som svarer til kr 36.000 efter den tids valuta. Det nye tårnet erstattede et næsten to hundrede år gammelt faldefærdigt trætårn. Fra Valbergtårnet havde vægterne oversigt over hele byen så langt bebyggelsen strakte sig den gang. Herfra kunne de opdage brande og varsle indbyggerne ved hjælp af en klokke og skud med en kanon.
Efterhånden gjorde nye varslingssystemer at vægterne blev overflødige. Den sidste vægter i Valbergtårnet, Tobias Sandstøl, blev ansat i 1904 og sluttet i 1922. 
I dag rummer tårnet vægtermuseet, og det er mulig at se byen fra toppen af tårnet.
Før dagens tårn har det også været ældre vagttårn. Fra 1787 omtales byens vagttårn på Valberget. I 1837 var tårnet med klokke takseret til 320 rigsdaler.

## Tårnets arkitekt
En af datidens førende arkitekter, stads-conduktør Christian Grosch tegnede tårnet. Han har sammen med Hans Ditlev Franciscus von Linstow tegnet Det Kongelige Slott i Christiania (Oslo). Christian Grosch skabte også Universitetet i Oslo, Vognremissen rundt om Oslo Domkirke og sygehusanlægget Gaustad i Oslo